# Upplands runinskrifter 826
Upplands runinskrifter 826 är en försvunnen vikingatida runsten som funnits i Mysinge, Mosunda, Holms socken och Enköpings kommun. Stenens höjd är omkring 1,70 meter och dess bredd omkring 0,60 meter. Ristningen liknar Åsmunds ristningar.

## Inskriften
Translitterering av runraden:
[kuþriuin · lat · rita · stin · at inkimuntr faþur · sin]
Normalisering till runsvenska:
Guðbiorn let retta stæin at Ingimund, faður sinn.
Översättning till nusvenska:
Gudbjörn lät resa stenen efter Ingemund, sin fader.